# Langlade (Lozère)
Pour les articles homonymes, voir Langlade.
Langlade est un village français situé dans le département de la Lozère.

## Géographie
Langlade se trouve en Lozère, à quelques kilomètres au sud de Mende, la préfecture du département. Bien qu'il s'agisse du plus grand des deux villages de la commune, Langlade n'en est pas le chef-lieu. Cette place revient à Brenoux, l'autre village, bien que ce dernier soit plus petit que Langlade.

## Politique et administration
Langlade fait administrativement partie de la commune de Brenoux.

## Démographie
Il s'agit du plus peuplé des deux villages de la commune. 

## Lieux et monuments
- Manoir dit tour de Langlade. Il n'en reste qu'une tour.
- Château de Préfontaine, qui se trouvait à l'est du village. Il fut détruit par un incendie. Il n'en reste également plus qu'une tour.
- Foyer rural de Langlade.